# Fărcădin, Hunedoara
Fărcădin este un sat în comuna General Berthelot din județul Hunedoara, Transilvania, România. În timpul monarhiei austro-ungare avea numele Felsöfarkadin.

## Istorie
Până în secolul al XX-lea au existat două sate, Fărcădinu de Jos (actualmente General Berthelot) și Fărcădinu de Sus. Primul a fost atestat documentar cu numele de "Zabadfalu" (echivalentul maghiar pentru Villa Libera-Ohaba), când jumătate de sat este întărită de voivodul Transilvaniei împreună cu cele trei sate Silvaș lui Daneș "Dionisius", Lațcu "Ladislaus" și Mihail, fiul lui Ioan "Iwan" de Ziluaș și fratele lui devălmaș "Wolkzaan". Pentru cealaltă jumătate a satului există date din 1402, cand în "possessio Ohaba" aveau frați de stăpanire un Vancea cu fii săi Ioan, Vlad și Litovoi precum și Zlatu. Aceștia vând o șesime lui Ștefan de Rau Bărbat, împreună cu o șesime din parțile pe care tot ei le stăpanesc în Fărcădinul de Sus. Un "Sclavoi filius Vanchia de Farkadini" (poate același Vancea pomenit și în 1402, "Sclavoi" este identificat cu Litovoi) este jude al Țări Hațegului la 1411. Toponimul ar putea proveni dintr-un nume de persoană (Farcaș-Vâlc-Lup) dar cum pentru partea inferioară a raului Galbena se folosea și denumirea de "Valea Fărcădinului", există probabilitatea ca satul să-și fi luat sau să-și fi schimbat numele după cel al raului pe care se află.
Satul Fărcădin (fostul Fărcădin de Sus) este atestat documentar prin vânzarea din 1402. Informații din 1411 și 1418 specifică că departajarea familiilor cneziale din cele două Fărcădinuri învecinate a fost foarte dificilă. La 1465 nobilul Ștefan Pîrkălab împreună cu Ștefan și Daneș din Fărcădinu de Sus, sunt precizați ca vecini de moșie cu familia cnezială din Fărcădinul de Jos. 
"Fărcădinenii cu "domni" pe vremuri poartă pălăriuța mică obișnuită. Sunt mai mult nemeși în cele două sate, familii românești de frunte din vremurile stăpânirii muntene sau ale județelor românești.... ei au nume cu răsunetul unguresc, apucături mândre în salut și vorbă, conștiința unei superiorități, adevărate, ei poartă pălării cu marginile mari răstoarse și uneori își sucesc cavalerește, în sforicele lungi, dîrze, mustățile negre."

## Oameni din trecut
Baronul [Vasile] Nopcsa [Nopcea] se trage dintr-o străveche familie română. De altfel, numele pronunțat și scris de Aron Densușianu ca “Nopcea”amintește de o veche tradiție onomastică la români, probabil “Nopcea” fiind “Noapte”. S-a născut în Fărcădinul de Jos în 1794. În 1848 a participat la jurământul mare al românilor de la Blaj, pe Câmpia Libertății. În legătură cu asta se spune o anecdotă. Nobil fiind, acesta a ridicat spre a jura mâna înmănușată, iar mulțimea adunată i-a strigat să bage de seamă ca să nu jure pe mănușă. Nejurând pe mănușă, a rămas în pagubă, deoarece după înnăbușirea revoluției acestuia i-a fost distrus castelul de la Zam. Pe la 1866 castelul era în ruină, dar se începuseră unele lucrări de refacere. A fost un mare colecționar de antichități romane descoperite mai ales în zona Hațegului, la Grădiștea de Munte. La intrarea în conacul său din Fărcădin  și în salon erau amplasate multe statui, busturi și inscripții din perioada romană. Printre persoanele importante care i-au vizitat colecția se numără împăratul Franz Iosif I și marele istoric  german Theodor Mommsen. Legat de colecția sa există și o glumă povestită chiar de baron. Văzând împăratul o inscripție funebră cu textul în limba latină “incomparabili feminae-conjugi charissimae” (incomparabilei femei, consoartei preaiubite) a spus: “se pare că cei doi n-au trăit mult timp împreună, altfel n-ar fi lăudat-o așa”.

## Imagini

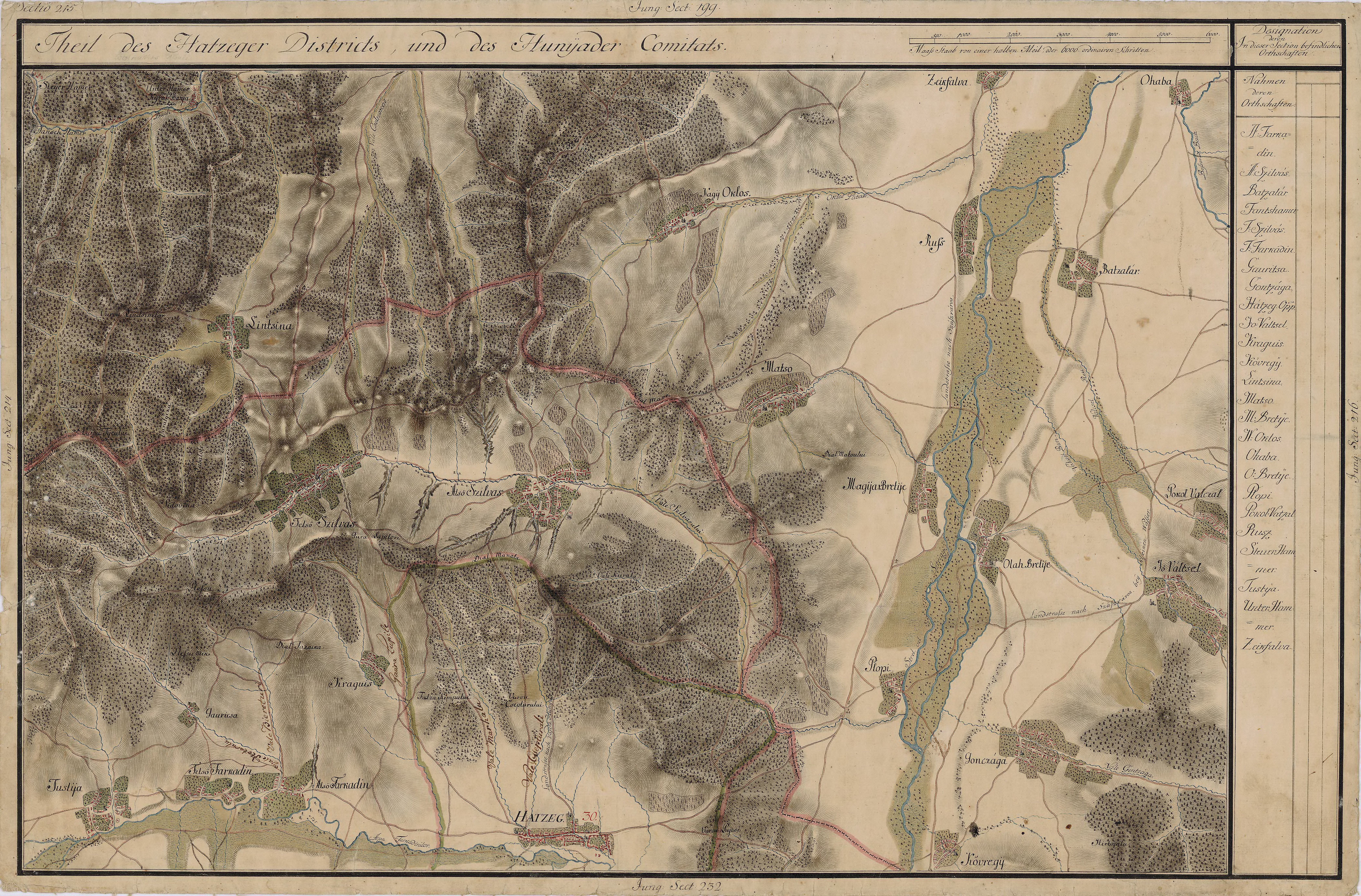
Fărcădin în Harta Iosefină a Transilvaniei, 1769-1773